# 배전

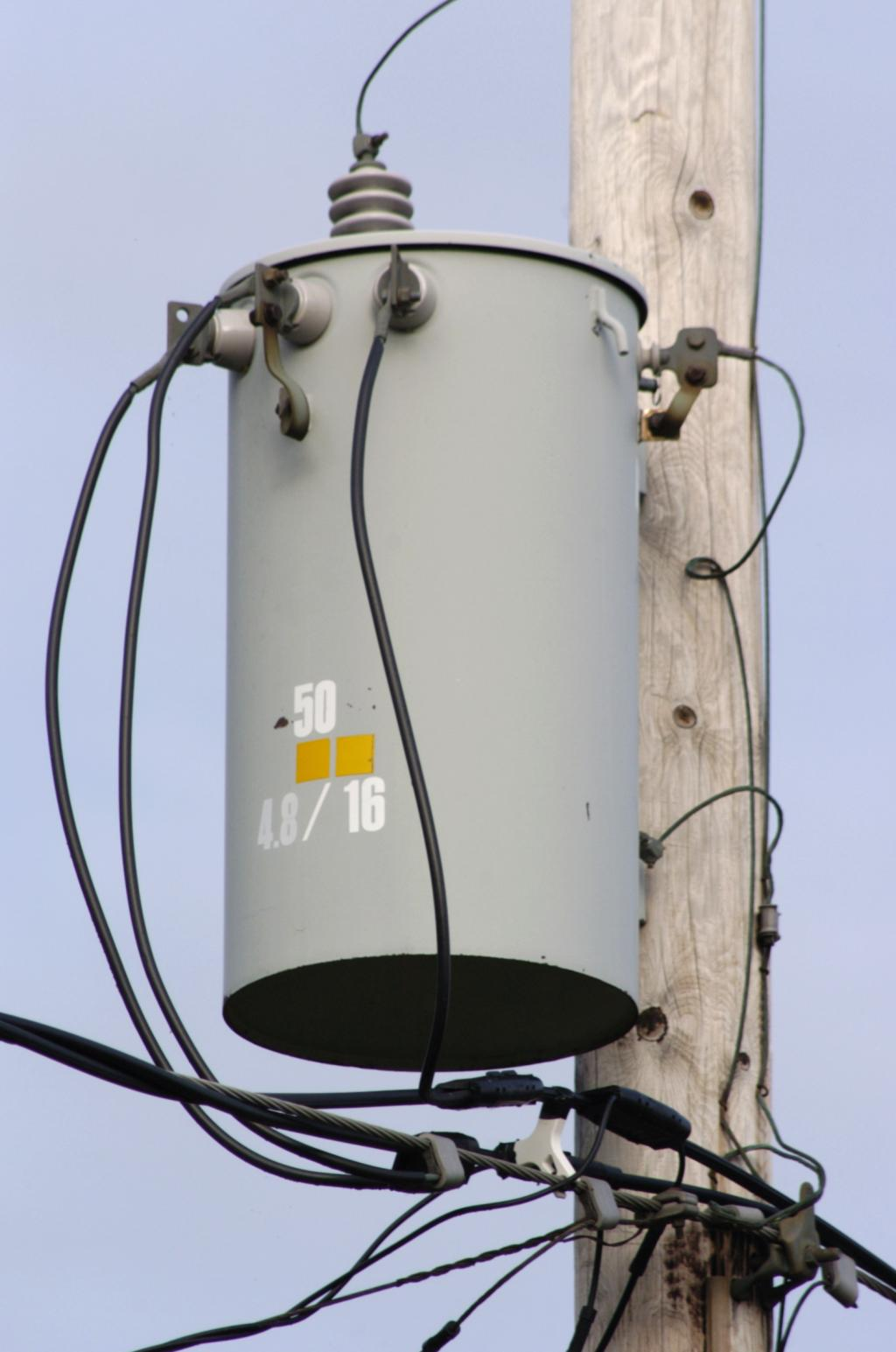

배전(配電, 영어: electric power distribution)은 발전소에서 생산된 전기를 수용가에 공급하는 것을 말한다. 발전소에서 생산되어 송전된 전기는 1차 변전소에서 송전 전압으로 승압되고, 2차 변전소에서 강압되어 배전용 변전소에 공급된다. 이때, 배전은 전기가 배전용 변전소에서 배전 전압으로 강압되어 수용가에 공급되는 과정을 말한다. 고압 수용가의 경우에는 배전 전압 혹은 송전 전압의 전기를 변전실(수변전설비)을 통해 수전하여 강압 후 구내에 배전하게 되며, 저압 수용가의 경우에는 배전용 변압기를 이용하여 저압으로 강압 후 전력을 공급하게 된다.

## 같이 보기
- 스마트 그리드
- 발전
- 송전
- 변전